# Njivsko grabljišče
Njivsko grabljišče (znanstveno ime Knautia arvensis) je trajnica iz družine ščetičevk. Znanstveno ime je dobila po nemških botanikih bratih Christianu (1654-1716) in Christophu (1638–1694) Knautu. 

## Opis
Njivsko grabljišče je značilna rastlina slovenskih travnikov. Njegovo glavičasto socvetje je sestavljeno iz drobnih svetlovijoličnih cvetov z majceno čašo in štirimi zraslimi venčnimi listi. Rastlina zraste od 25 do 100 cm v višino in ima dlakavo steblo z nasprotnimi, sivozelenimi listi. Okoli baze rastline se razprostira listna rozeta, ki jo sestavljajo do 30 cm dolgi suličasti listi. Le-ti so na steblu enake oblike, le precej krajši. Raste do višine 2000 m.n.m. Cveti od maja do oktobra.

## Razširjenost in uporabnost
Njivsko grabljišče je pogosta rastlina suhih travnikov. Razširjena je po Evropi in vseh pokrajinah Sredozemlja, vendar jo je mogoče najti tudi v Amerikah.
V ljudskem zdravilstvu se uporablja zel in korenina rastline. Ker vsebuje čreslovine, je uporabna v čajnih mešanicah kot astringent in pomoč pri nahodu. Homeopatski pripravki se uporabljajo pri kroničnih težavah s kožo, pri kašlju, vnetju grla in vnetju mehurja, pa tudi pri vnetjih dihalnih poti in oslabeli prebavi.
Njivsko grabljišče je užitna rastlina. Mladi lističi (pred cvetenjem) se porabijo sveži kot solata, ostale dele rastline je treba prekuhati, ker so žilasti. Ker je skoraj brez prehrambenih snovi, se priporoča v dietah.